# Кішеви
Кішеви (пол. Kiszewy) — село в Польщі, у гміні Тулішкув Турецького повіту Великопольського воєводства.
Населення — 315 осіб (2011).
У 1975-1998 роках село належало до Конінського воєводства.

## Демографія
Демографічна структура станом на 31 березня 2011 року:
|          | Загалом | Допрацездатний вік | Працездатний вік | Постпрацездатний вік |
| -------- | ------- | ------------------ | ---------------- | -------------------- |
| Чоловіки | 171     | 54                 | 104              | 13                   |
| Жінки    | 144     | 27                 | 87               | 30                   |
| Разом    | 315     | 81                 | 191              | 43                   |